# Вотербері (Коннектикут)
Во́тербері (англ. Waterbury) — місто (англ. city) в США, в окрузі Нью-Гейвен на південному заході штату Коннектикут. Населення — 114 403 особи (2020).

## Історія
Оригінальний врегулювання Уотербери було в 1674 році як розділі Місто ділянки. У 1675 війна короля Філіпа викликали, щоб він звільнив, але земля, був повернутий в 1677 році, цього разу на захід від першого поселення. Обидва сайти будуть помічені. Aлґоквін назва для області був «Метакок», що означає «місце без дерев.» Таким чином, поселення було названо «Маттаток» в 1673 році назва була змінена на Уотербери 15 травня 1686, коли поселення було прийнято в 28-му місті в Коннектикуту. Потім він включений всі або частину з пізніших міст Уотертаун, Плімут, Уолкотт, проспекту, Naugatuck, Томастон і Міддлбері. Назва Уотербери був обраний через всіх потоків, що впадають в річку «Маттаток». Зростання було повільним під Уотербери в перші сто років. Відсутність ріллі рекомендується новоселів, і жителі страждали від великого потопу 1691 і великої хвороби 1712 Після століть, населення Уотербери налічувалося тільки 5000.
Уотербери вдарив його крок як індустріальної держави на початку 19 століття, коли він почав виробництво латуні. Новий духовий промисловість в цьому невеликому місті приваблює багатьох працівників з усього світу, що призводить до припливу іммігрантів з кожної національності. Як стало відомо «Brass столиця світу», місто придбав репутацію за якість і довговічність своїх товарів. Уотербери був включений як місто в 1853 році Уотербери поставляється латуні і міді, використовуваної в Боулдер-дам в штаті Невада . Уотербери латунь використовувалася для багатьох інших речей в США, таких як карбування диски для копійки, але латунь також увійшли в південноамериканських монет.
Інший відомий продукт Уотербери в середині 19-го століття був Роберт Інгерсолл в один долар кишеньковий годинник, п'ять мільйонів з яких було продано. Після цього, годинник промисловість стала також важливо, як знаменитий духовий промисловості Уотербери в. Докази цих двох важливих галузей все ще можна побачити в Уотербери, як численні clocktowers і старі мідні заводи стали пам'ятки міста.

## Географія
Вотербері розташоване за координатами 41°33′31″ пн. ш. 73°2′12″ зх. д. / 41.55861° пн. ш. 73.03667° зх. д. (41.558500, -73.036685). За даними Бюро перепису населення США в 2010 році місто мало площу 74,96 км², з яких 73,86 км² — суходіл та 1,10 км² — водойми.

### Клімат
| Клімат : Вотербері    | Клімат : Вотербері | Клімат : Вотербері | Клімат : Вотербері | Клімат : Вотербері | Клімат : Вотербері | Клімат : Вотербері | Клімат : Вотербері | Клімат : Вотербері | Клімат : Вотербері | Клімат : Вотербері | Клімат : Вотербері | Клімат : Вотербері | Клімат : Вотербері |
| Показник              | Січ.               | Лют.               | Бер.               | Квіт.              | Трав.              | Черв.              | Лип.               | Серп.              | Вер.               | Жовт.              | Лист.              | Груд.              | Рік                |
| Середній максимум, °C | 1,7                | 3,9                | 8,3                | 15,0               | 21,1               | 25,6               | 28,3               | 27,2               | 23,3               | 17,2               | 11,1               | 5,0                | 15,7               |
| Середній мінімум, °C  | −9,4               | −7,8               | −3,3               | 2,2                | 7,8                | 14,4               | 16,7               | 15,6               | 10,6               | 3,9                | −0,6               | −5,6               | 3,8                |
| Норма опадів, мм      | 92                 | 92                 | 111                | 115                | 118                | 120                | 117                | 121                | 123                | 132                | 112                | 108                | 1361               |
| --------------------- | ------------------ | ------------------ | ------------------ | ------------------ | ------------------ | ------------------ | ------------------ | ------------------ | ------------------ | ------------------ | ------------------ | ------------------ | ------------------ |
| Джерело:              |                    |                    |                    |                    |                    |                    |                    |                    |                    |                    |                    |                    |                    |

## Демографія
Згідно з переписом 2010 року, у місті мешкало 110 366 осіб у 42 761 домогосподарстві у складі 26 996 родин. Густота населення становила 1472 особи/км². Було 47991 помешкання (640/км²).
Расовий склад населення:
| - 58,8 % — білих - 20,1 % — чорних або афроамериканців - 1,8 % — азіатів - 0,6 % — корінних американців - 14,1 % — осіб інших рас |

До двох чи більше рас належало 4,6 %. Частка іспаномовних становила 31,2 % від усіх жителів.
За віковим діапазоном населення розподілялося таким чином: 25,6 % — особи молодші 18 років, 61,8 % — особи у віці 18—64 років, 12,6 % — особи у віці 65 років та старші. Медіана віку мешканця становила 35,2 року. На 100 осіб жіночої статі у місті припадало 90,8 чоловіків; на 100 жінок у віці від 18 років та старших — 86,7 чоловіків також старших 18 років.
Середній дохід на одне домашнє господарство становив 52 597 доларів США (медіана — 40 467), а середній дохід на одну сім'ю — 59 817 доларів (медіана — 48 177). Медіана доходів становила 44 848 доларів для чоловіків та 37 389 доларів для жінок. За межею бідності перебувало 25,1 % осіб, у тому числі 37,8 % дітей у віці до 18 років та 15,4 % осіб у віці 65 років та старших.
Цивільне працевлаштоване населення становило 45 563 особи. Основні галузі зайнятості: освіта, охорона здоров'я та соціальна допомога — 28,0 %, виробництво — 14,6 %, роздрібна торгівля — 12,8 %.

## Культура
З міста мошкор-гурт 100 Demons.

## Відомі люди
- Розалінд Расселл (1907 — 1976) — американська акторка, володарка п'яти премій «Золотий глобус».

## Галерея

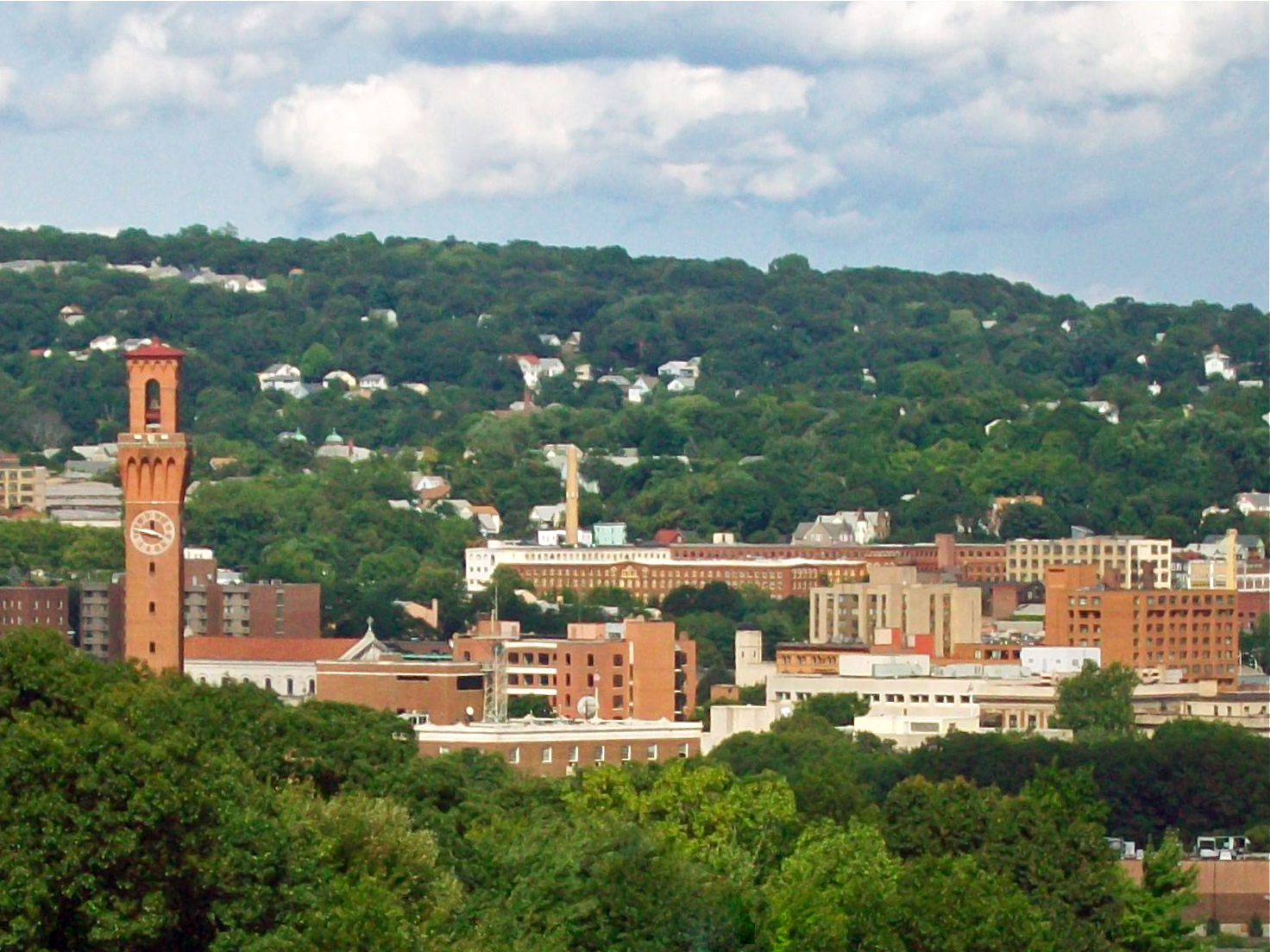
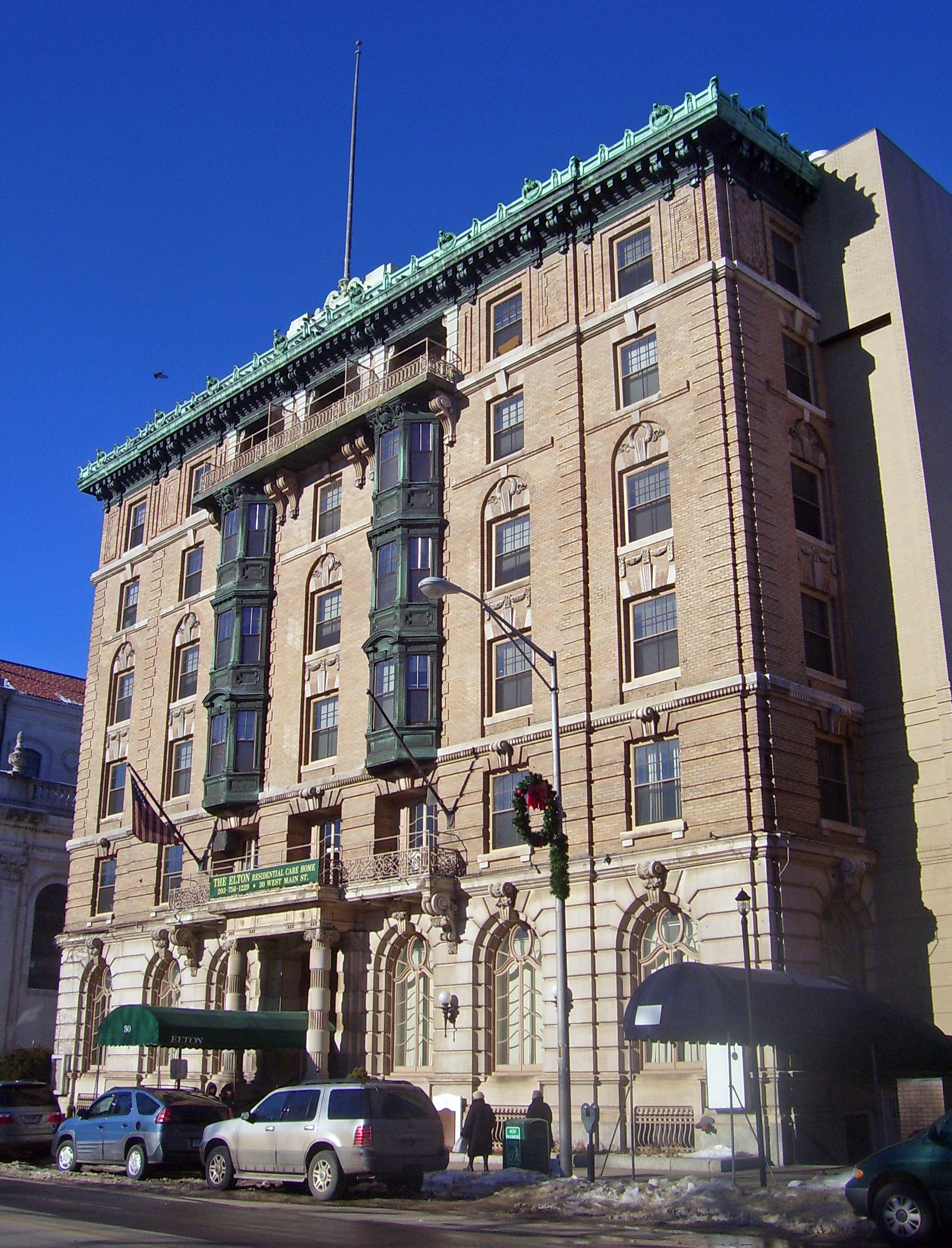
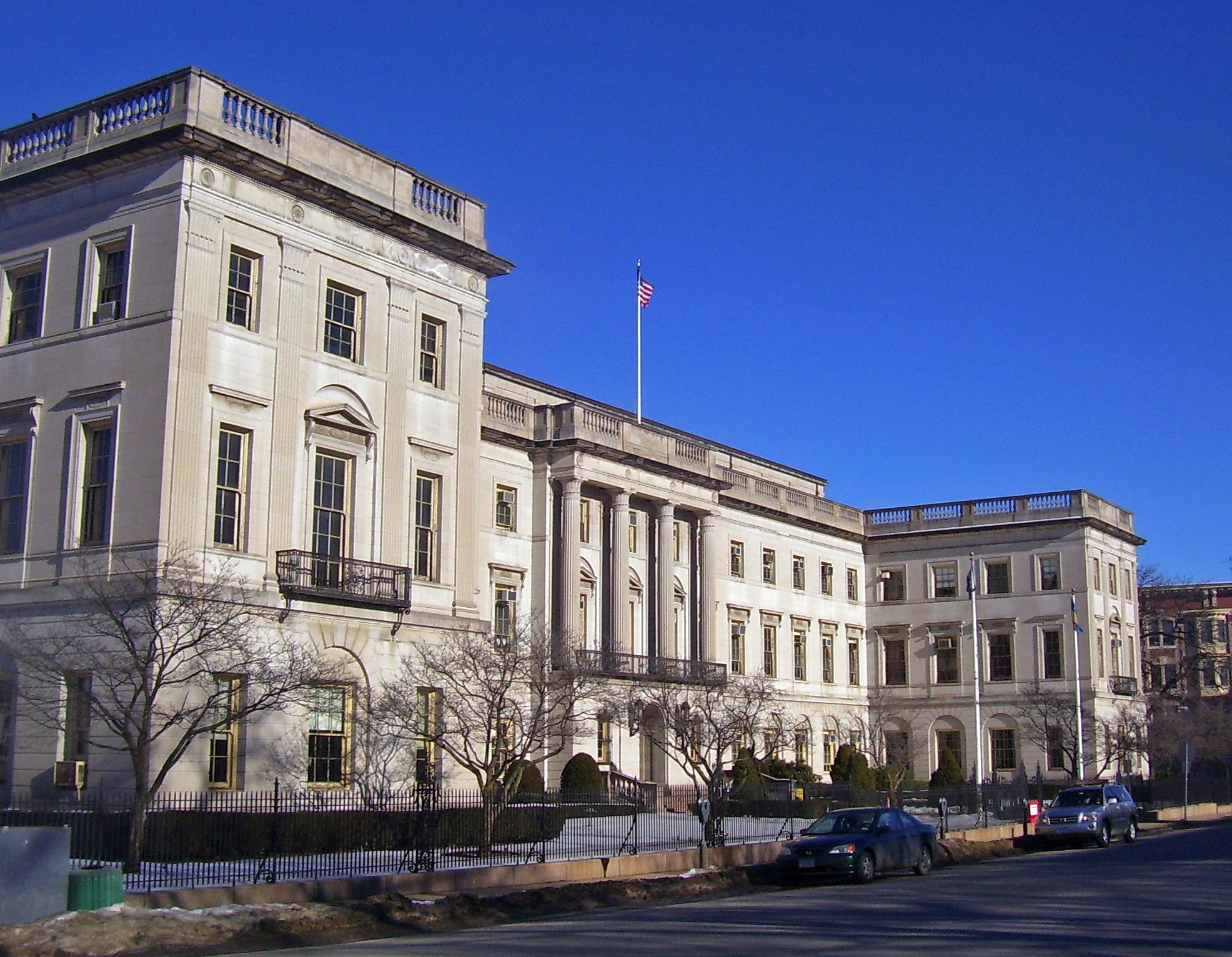
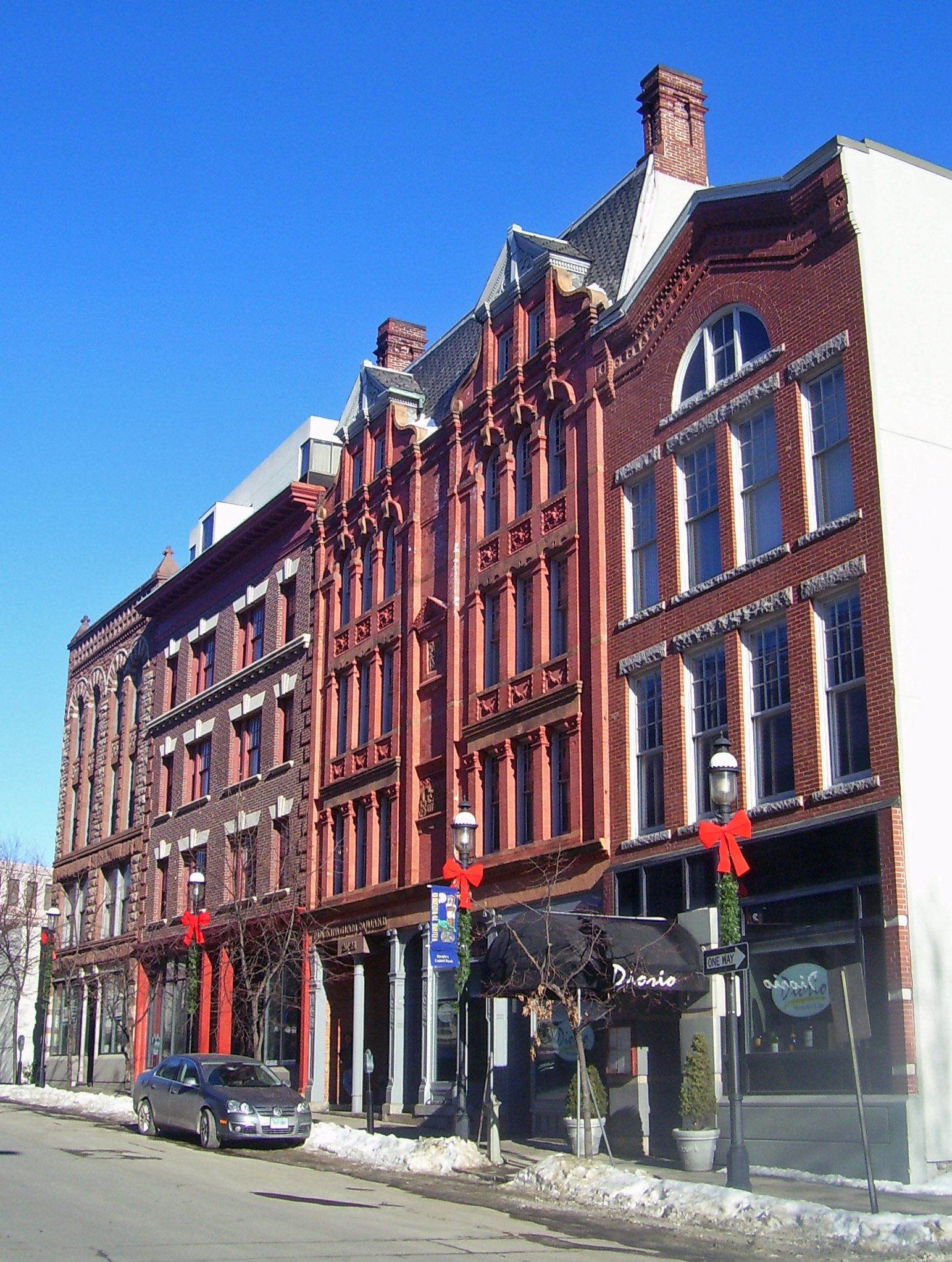
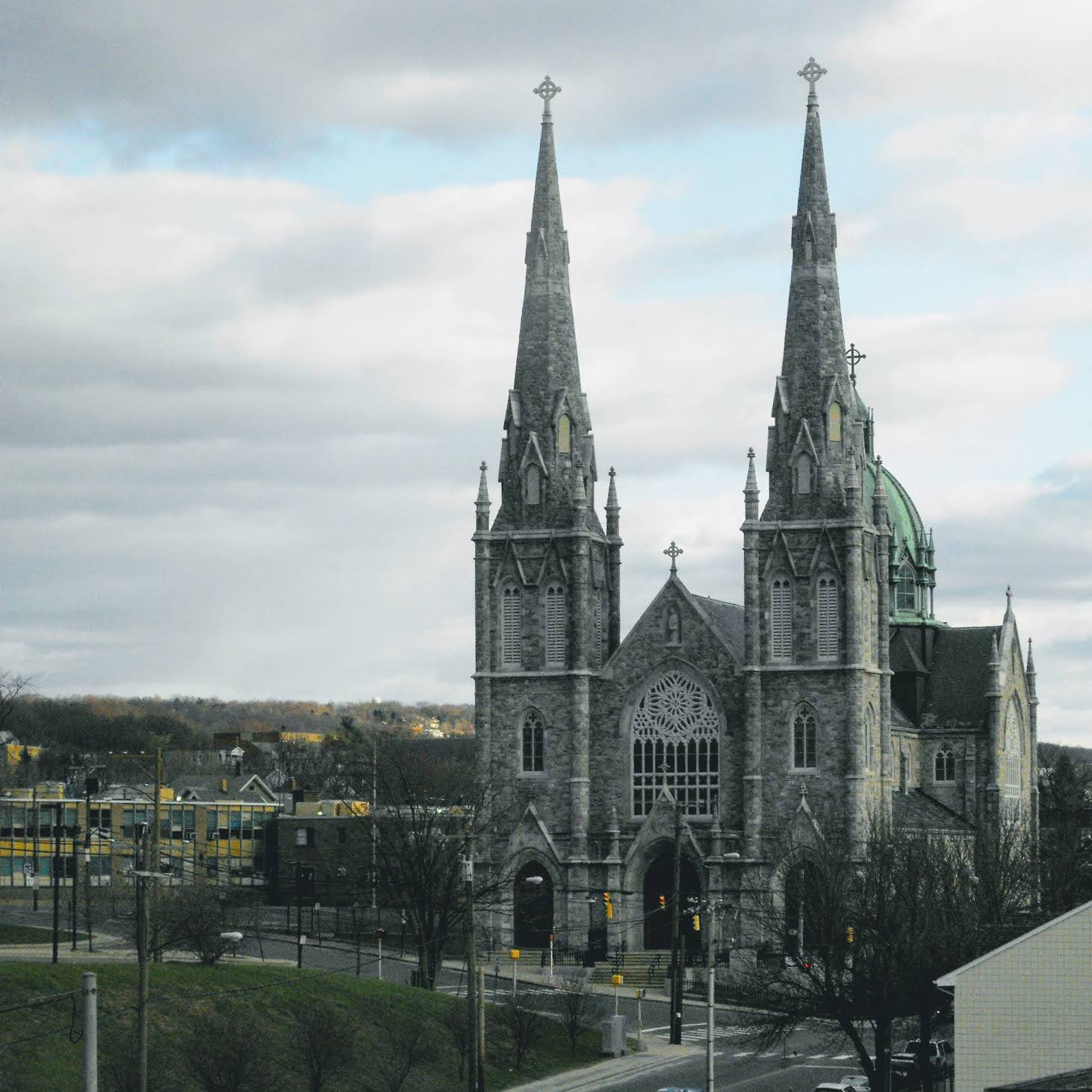